# Lovrenčič
Lovrenčič je priimek več znanih Slovencev:

## Znani nosilci priimka
- Cita Lovrenčič (Cita Bole) (1917—1986), zdravstvena delavka in publicistka
- Ivan Lovrenčič (1878—1952), pravnik, lovski organizator in pisatelj, prvi urednik revije Lovec
- Ivan Lovrenčič (1954—2020), zgodovinar, arhivist
- Joža Lovrenčič (1890—1952), pesnik, pisatelj in urednik
- Jože J. Lovrenčič (1921—1992), učitelj in kulturni delavec, pesnik in dramatik
- Julija Lovrenčič (*2006?), umetnostna drsalka
- Kristina Lovrenčič (1925—2007), novinarka, urednica
- Lado Lovrenčič, odvetnik, borec NOV
- Maja Marija Lovrenčič Svetek, diplomatka
- Milan Lovrenčič, zbiratelj, predsednik Zveze društev generala Maistra in koordinacije veteranskih in domoljubnih organizacij Slovenije, galerist?
- Nina Antonija Lovrenčič (por. Lenček) (1924—2014), bibliotekarka, strokovnjakinja za slovansko bibliografijo
- Tomaž Lovrenčič (*1969), diplomat, strokovnjak za obveščevalno dejavnost
- Viktor Lovrenčič, elektrotehnik, dr. organizacijskih ved-strokovnjak za delo pod električno napetostjo